# Slums Attack
Slums Attack est un groupe polonais de hip-hop. Le groupe, formé en 1993 sous le nom de SLU Gang, se compose à l'origine de Ryszard « Peja » Andrzejewski, Marcin « Iceman » Maćkowiak, Dariusz « DJ Decks » Działek, et Piotr « Gandzior » Miężał. En 1998, Slums Attack ne se compose plus que d'Andrzejewski et Działek. À la fin de 2015, Działek quitte le groupe et Andrzejewski seul aux commandes avec Bartłomiej « Brahu » Wawrzyniak.

## Histoire

### Débuts
Le groupe est formé, sous le nom de SLU Gang, le 13 mai 1993 et se compose à l'origine de Ryszard « Peja » Andrzejewski, Marcin « Iceman » Maćkowiak, Dariusz « DJ Decks » Działek,. Cette même année, le groupe enregistre sa première démo intitulée Demo Staszica, qui suit d'une deuxième intitulée Demo Studio Czad sous le nom de SLU Gang. Leur premier album studio, l'homonyme Slums Attack est publié en 1996 au label PH Mine. En juin 1997 sort leur deuxième album, Zwykła codzienność. Leur album est promu grâce au clip de la chanson Czas przemija, issue de l'album. Elle est aussi la dernière enregistrée par le groupe aux côtés de Maćkowiak.
En 1998, la formation est complétée par Dariusz Działek (DJ Decks). Le 7 mars 1999, leur label Camey Studio publie un nouvel album, intitulé Całkiem nowe oblicze. Il fait notamment participer Madman, Senne Oko, et Da Blaze. En octobre 1999, Camey Studio publie un album remix intitulé Otrzuty (Remixy)'99 qui comprend des remixes de chansons issues de l'album I nie zmienia się nic. Le 20 mai 2000, un album, intitulé I nie zmienia się nic, est publié. Les samples qui y sont utilisés viennent des chansons Telegraph Road de Dire Straits, Beautiful Boys de Yoko Ono, et Loneliness de SBB. En septembre de cette même année, la compilation Instrumentale est publiée.

### DeNa legalu?àReedukacja

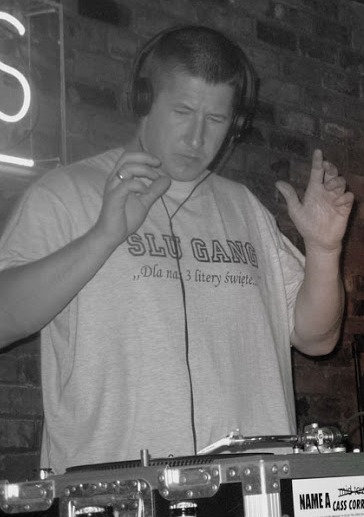
Dariusz DJ Decks à Détroit en 2008.

Le 28 novembre 2001, l'album Na legalu? est publié par T1-Teraz. La promotion de l'album se fait entre autres avec le tournage du clip de la chanson Głucha noc et le documentaire Blokersi, qui fait participer Andrzejewski. En peu de temps, l'album Na legalu? est certifié disque de platine avec plus de 100 000 exemplaires vendus. En 2002, il reçoit un Fryderyk Phonographic Industry Award dans la catégorie « album de l'année - hip-hop ». En octobre 2002, Camey Studio, en collaboration avec RRX, publie une compilation intitulée Uliczne historie. Slums Attack ne reconnaitra jamais l'album comme officiel. Peja, cependant, accusera leur label d'avoir effectué un mauvais mastering et d'avoir sélectionné accidentellement des chansons que ne devaient pas être incluses.
Le 7 février 2005, ils signent un contrat avec Fonografika, et publient un double-album, Najlepszą obroną jest atak. Il comprend des singles comme Co cię boli?!, Kurewskie życie, Reprezentuje biedę et Brudne myśli. Le 2 mai 2006 sort la compilation Fturując sur laquelle le groupe participe. Le 20 octobre la même année, leur nouvel album, intitulé Szacunek ludzi ulicy est publié, et certifié disque d'or avec 15 000 exemplaires vendus. Le 17 mai 2008, le groupe donne un concert spécial 15e anniversaire à la Poznań Arena. La performance est enregistrée et publiée le 20 octobre la même année en CD/DVD, Piętnastak Live.
Le 5 mars 2011, leur huitième album studio, Reedukacja. Il devait initialement être publié le 17 décembre 2010. Selon le site officiel de Slums Attack, l'album est devenu le disque de platine en cinq jours après sa sortie, avec plus de 30 000 exemplaires vendus. À la fin 2011, une version longue de l'album est publiée.

### Nouveaux albums
Le 15 septembre 2012, leur nouvel album, intitulé CNO2,, est publié. Il comprend 19 morceaux et fait participer Glaca, Pezet, Trzeci Wymiar, Onyx, Masta Ace et Tewu. Il est entièrement produit par DJ Decks. À l'inverse, le duo de WhiteHouse reprendra le mixage.
À la fin 2015, DJ Decks quitte le groupe. Peja annonce déjà l'achèvement de son album solo indépendant, Remisja. Le 7 avril 2017, un album intitulé Remisja est publié sous Peja/Slums Attack sans la participation de DJ Decks, qui est remplacé par le rappeur et producteur de Bartłomiej « Brahu » Wawrzyniak.

## Terrorym
En 2011, Peja et DJ Decks lance une firme de vêtements appelée Terrorym (Terrorym R. Andrzejewski D. Działek Spółka Jawna),.

## Discographie
- 1995 : Slums Attack
- 1996 : Mordercy (singiel)
- 1997 : Zwykła codzienność
- 1998 : Całkiem nowe oblicze
- 1998 : I nie zmienia się nic
- 1999 : Otrzuty (remix)
- 2001 : Na legalu? (Peja/Slums Attack)
- 2002 : Na legalu (Peja/Slums Attack, 2CD)
- 2002 : Uliczne historie
- 2004 : Całkiem nowe oblicze/Nie zmienia się nic (réédition)
- 2005 : Najlepszą obroną jest atak (Peja/Slums Attack, 2CD)
- 2006 : Fturując (Peja/Slums Attack)
- 2006 : Fturując (Peja/Slums Attack, 1CD+1DVD)
- 2006 : Szacunek Ludzi Ulicy (Peja/Slums Attack)
- 2008 : Piętnastak Live (Peja/Slums Attack)
- 2008 : Piętnastak Live (Peja/Slums Attack, DVD)
- 2011 : Reedukacja (Peja/Slums Attack)
- 2012 : Całkiem Nowe Oblicze 2 (Peja/Slums Attack)
- 2017 : Remisja
- 2018 : 25 godzin
- 2018 : G.O.A.T.
- 2020 : Black Album
- 2021 : Ricardo
- 2021 : ** ******
- 2023 : HIP_HOP_50
- 2023 : XXXL Trzecia Dekada
- 2024 : depeche_mood